# Webster Tarpley
Webster Griffin Tarpley (Pittsfield, Massachusetts, setembro de 1946) é um historiador, jornalista, professor e crítico da política externa e interna estadunidense. Algumas de suas publicações giram em torno de conspirações.

## Biografia
Tarpley nasceu em Pittsfield, Massachusetts, no ano de 1946. Em 1966, após receber o bacharelado cum laude pela Universidade de Princeton (onde foi eleito Phi Beta Kappa), ele passou a integrar o Programa Fulbright através da Universidade de Turim. Mais tarde completou seu mestrado no âmbito das ciências humanas pelo Skidmore College e seu doutorado em História Moderna pela Universidade Católica da América.
Em 1971 ele fez parte do conselho editorial do jornal 'The Campaigner'. Porém seu renome como um especialista no estudo do terrorismo internacional levou o governo italiano a encomendar-lhe um estudo acerca dos eventos que levaram a morte do primeiro-ministro italiano Aldo Moro. O trabalho resultante foi publicado em 1978 sob o título "Chi ha ucciso Aldo Moro?" (Quem matou Aldo Moro?), revelando que as Brigadas Vermelhas eram operadas por redes clandestinas da própria OTAN.
De 1974 a 1984, Tarpley foi correspondente jornalístico na Europa Central. Mais tarde, ele ensinou Inglês na Universidade de Cornell e na Universidade de Milão. De 1979-1980, ele trabalhou como comentarista para Teleradiosole, uma estação de televisão em Roma. Voltou aos Estados Unidos para assumir como correspondente jornalístico em Washington DC, função que desempenhou de 1984 a 1996. Em 1986, Tarpley tentou lançar-se na carreira política através do Partido Trabalhista dos EUA de Lyndon LaRouche, concorrendo para o Senado dos Estados Unidos nas eleições primárias do Partido Democrata no Estado de Nova Iorque. Entretanto, sua candidatura foi cancelada por conta de um defeito nas petições de nomeação, necessárias para que um candidato independente (ou candidato que não faça parte do ramo principal do partido), ganhe o acesso de cédula. Em 1992, juntamente com Anton Chaitkin, Tarpley foi co-autor do livro "George Bush: A biografia não autorizada", publicado pela Executive Intelligence Review, que vendeu mais de 30 mil cópias e permanece como a única biografia crítica da vida do ex-presidente norte-americano. Em 1997 ele publicou a antologia intitulada "Against Oligarchy: Essays and Speeches 1970-1996" (Contra a Oligarquia: Ensaios e Discursos 1970-1996).
Desde março de 2006, Tarpley apresenta um talk show online chamado "World Crisis Radio", atualmente hospedado pela GCNLive.com. Tarpley é um membro ativo dos movimentos intelectuais Axis for Peace, do Scholars for 9/11 Truth e de um grupo de pesquisa germânico (Netzwerk) de intelectuais acerca dos Atentados de 11 de Setembro. Ele estrelou um filme chamado "Zero: An Investigation Into 9/11" (2007–2008). Tarpley também expôs a "Tese de Versailles" responsabilizando o Império Britânico pelas grandes guerras do Século XX, em função de suas tentativas de reter uma posição dominante no cenário político internacional.

### Posicionamentos políticos
Tarpley sustenta que os Atentados de 11 de Setembro foram arquitetados por uma rede independente do complexo militar-industrial norte-americano e agências de inteligência, como uma Operação de bandeira falsa. Em 21 de novembro de 2011, em entrevista para a Addounia TV da Síria, Tarpley declarou que a guerra civil síria era um estratagema da CIA-OTAN para desestabilizar o país utilizando mercenários e esquadrões de extermínio contra o governo e contra a população civil.
Em 2 de Abril de 2012, a C-SPAN transmitiu o debate sobre os atentados de 11 de setembro, onde Tarpley enfrentou Jonathan Kay, que até então era um dos mais ferrenhos críticos em relação às posições de Tarpley acerca do terrorismo. Em conferência com a PressTV, em 18 de Junho de 2013, Tarpley propôs que as revelações trazidas a público por Edward Snowden, delineando a espionagem global e doméstica perpetrada por agências de inteligência norte-americanas deveriam ser encarada como uma operação de "hangout limitado" da CIA, ou seja, a prática de divulgar pequenas informações sem importância para esconder as maiores transgressões secretas (como a promoção dos conflitos no Oriente Médio).
De acordo com Tarpley, quando as agências de inteligência não mais conseguem desinformar o público, elas recorrem a admitir voluntariamente parte da verdade enquanto ainda retém as principais informações. O público, entretanto, geralmente torna-se tão intrigado com as novas revelações que não pensa em prosseguir investigando. O autor alega que essas revelações parciais constituem "operações de ingenuidade", que podem ser identificadas em episódios recentes que vão desde o caso de Daniel Ellsberg até a WikiLeaks de Julian Assange, representando um legado de perfídia política originado no Século XVII.